# Diga di Saemangeum
La diga di Saemangeum è una diga costruita sulle coste del Mar Giallo in Corea del Sud. Corre fra due penisole e separa il tratto di Mar Giallo fra loro compreso e l'estuario Saemangeum. Lo scopo era di creare 400 km2 agricoli e una riserva di acqua.

## Descrizione e storia

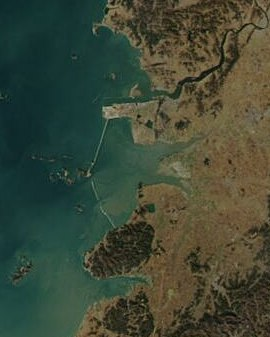
Veduta satellitare della diga

Il progetto è stato finanziato da parte del governo (Progetto Saemangeum Corea del Sud Seawall), completato nell'aprile 2006, dopo una lunga lotta tra il governo e gli attivisti ambientali. Prima del 2006, l'estuario Saemangeum aveva svolto un ruolo importante come habitat per gli uccelli migratori. Il completamento di questa diga è probabile che contribuisca al declino di molte specie. Circa 400.000 uccelli dipendevano dall'estuario Saemangeum come un terreno di alimentazione importante per la migrazione: 24000 km tra l'Asia, l'Alaska e la Russia. Un'organizzazione per la conservazione ha accusato le autorità di aver omesso di controllare l'impatto del progetto sulla fauna locale in maniera trasparente, ed ha effettuato un programma indipendente di monitoraggio nel 2006.
Il Saemangeum si trova sulla costa del Jeollabuk-do. È appena a sud della foce del fiume Geum. Distretti vicini includono Gunsan City, Buan County, e Gimje City.
Il progetto di riempimento nell'estuario, iniziato nel 1991 è stato rallentato da una serie di azioni giudiziarie da parte degli ambientalisti. La diga misura circa 33 chilometri di lunghezza e sostituisce una costa che un tempo misurava più di 100 chilometri. Dopo che l'estuario è stato completamente riempito, una superficie di circa 400 km² (circa i due terzi delle dimensioni di Seoul), si è aggiunta alla penisola coreana, rendendolo uno dei più grandi progetti di bonifica nella storia.
L'estuario era originariamente chiamata "Mangeum" (万 金). Questo nome era probabilmente costituito dalla combinazione del primo carattere di "Mangyeong" e quello di "Gimje".
La costruzione è stata ultimata il 27 aprile 2010, diventando ufficialmente la diga più lunga mai costruita, con una lunghezza di 33,9 km, battendo il record dei Zuiderzeewerken.
Il 2 agosto 2010, la diga è stata certificato dal Guinness World Records come la più lunga diga costruita dall'uomo.